# Filip Ospalý
Filip Ospalýⓘ (Ústí nad Labem, 15 mei 1976) is een Tsjechisch triatleet, duatleet en aquatleet uit Brno. Hij werd in 2001 Europees kampioen triatlon op de olympische afstand en in 2006 Europees kampioen duatlon.
Ospalý deed in 2000 mee aan de eerste triatlon op de Olympische Zomerspelen van Sydney. Na een zwemtijd van 18.07,79 moest bij tijdens het fietsen uit de wedstrijd stappen. Vier jaar later verging het hem een stuk beter. Hij behaalde op de Olympische Spelen van Athene een 29e plaats met een eindtijd van 1:57.17,58.

## Titels
- Europees kampioen duatlon: 2006
- Europees kampioen triatlon op de olympische afstand: 2001

## Palmares

### aquatlon
- 2001:  WK in Edmonton
- 2002:  WK in Cancun

### triatlon
- 1995: 4e WK olympische afstand in Cancún - 1:58.21
- 1996: 18e WK junioren in Cleveland - 1:53.45
- 1999: 4e ITU wereldbekerwedstrijd in Mexico
- 1999: 5e ITU wereldbekerwedstrijd in België
- 1999: 9e WK in Montreal - 1:46.06
- 2000:  Tsjechisch kampioenschap triatlon
- 2000: 7e EK in Nederland
- 2000: DNF Olympische Spelen in Sydney
- 2001:  EK olympische afstand
- 2001:  ITU wereldbekerwedstrijd in Canada
- 2002:  EK in Hongarije
- 2002:  ITU wereldbekerwedstrijd in Zwitserland
- 2002:  ITU wereldbekerwedstrijd in Frankrijk
- 2003:  EK in Tsjechië
- 2004: 12e EK
- 2004: 29e Olympische Spelen in Athene
- 2005: 12e WK olympische afstand in Gamagōri - 1:51.03
- 2006: 37e WK olympische afstand in Lausanne - 1:56.42
- 2009: 15e EK olympische afstand in Holten - 1:46.10
- 2010:  WK ironman 70.3 in Clearwater
- 2011: 138e WK olympische afstand - 41p

### duatlon
- 2005:  EK in Hongarije
- 2006:  EK in Italië